# 新安江

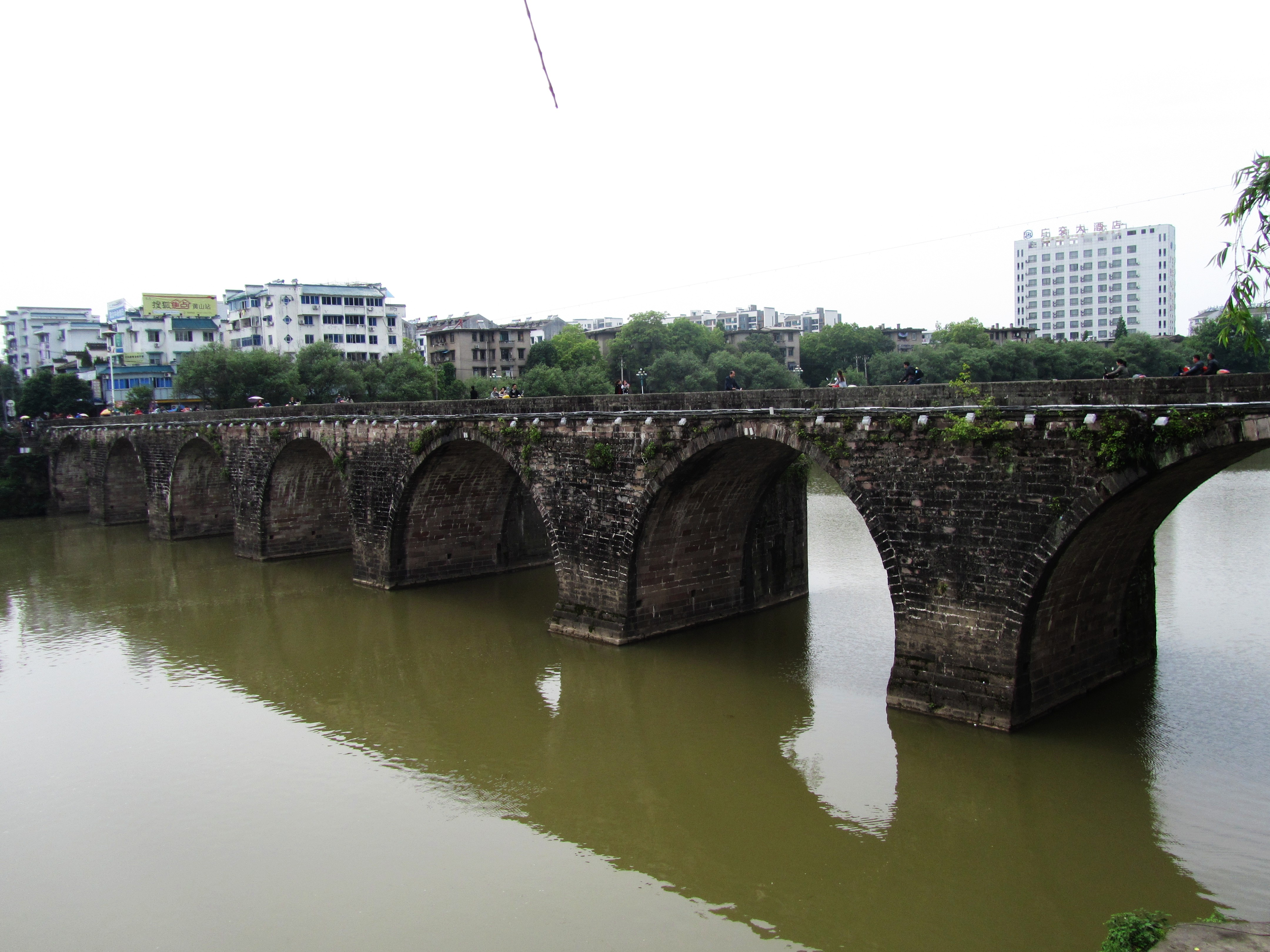
黄山市の鎮海橋

新安江（しんあんこう）は中華人民共和国安徽省から浙江省へ流れる河川で、銭塘江の上流に当たる。
新安江は安徽省の黄山に発して、浙江省では千島湖・新安江水力発電所ダムを経て、建徳市（北緯29度28分39秒 東経119度17分07秒 / 北緯29.47742度 東経119.28525度座標: 北緯29度28分39秒 東経119度17分07秒 / 北緯29.47742度 東経119.28525度）で蘭江と合流して富春江（銭塘江の中流の名称）となり、これはさらに銭塘江と呼ばれて杭州湾へ注ぐ。新安江の本流の長さは 373 キロメートルで、流域面積は 11,000 平方キロメートルを超える。
新安江は美しい水の色で有名で、川の水は四季を通じて青く澄んでいて、両側を山囲まれて曲がりくねっており、孟浩然の詩にも登場する。
1982年、淳安県より下流側の「富春江・新安江風景名勝区」は中華人民共和国国家級風景名勝区に認定された。

## 参照項目
- 銭塘江